# 月光光心慌慌·殺清光
《月光光心慌慌·殺清光》（英語：Halloween）是一部於2007年上映的美國恐怖電影，由羅伯·殭屍執導、監製及編劇。重拍自1978年的《月光光心慌慌》。由麥坎·邁道爾、史考·泰勒·康普頓、泰勒·曼恩與丹妮拉·哈里斯等人主演。美國於2007年8月31日上映。

## 劇情
十七年前的萬聖節前夕晚上，十歲的麥克·邁爾斯（狄哥·菲爾屈 飾演）在家裏狂性大發，以兇殘手法殺害了三個人。他的妹妹僥倖沒有受害。十七年後，麥可（泰勒·曼恩 飾演）逃離瘋人院，他的目的，竟是為了追尋當日逃離自己魔掌的妹妹洛莉（史考·泰勒·康普頓 飾演），並計畫再上演一次萬聖節殺戮遊戲，而當所有人都在蒙在鼓裡時，他的變態目的只有他的心理醫生魯米斯醫生（麥坎·邁道爾 飾演）知道......。

## 角色
- 麥坎·邁道爾 飾演 山姆·魯米斯醫生（英语：Samuel Loomis）
- 絲考·泰勒·康普頓（英语：Scout Taylor-Compton） 飾演 洛莉·史特羅德（英语：Laurie Strode）
- 泰勒·曼恩（英语：Tyler Mane） 飾演 麥克·邁爾斯（英语：Michael Myers (Halloween)）
  - 狄哥·菲爾屈（英语：Daeg Faerch） 飾演 十歲時的麥克·邁爾斯
- 丹妮拉·哈里斯（英语：Danielle Harris） 飾演 安妮·布拉克特（英语：Annie Brackett）
- 尼克·曼納（英语：Nick Mennell） 飾演 鮑勃·辛姆斯
- 馬克斯·范·威勒（英语：Max Van Ville） 飾演 保羅

## 製作

### 選角
2006年12月19日，導演羅伯·殭屍對《Bloody Disgusting》宣布，狄哥·菲爾屈將飾演十歲時的麥克·邁爾斯。同年12月22日，麥坎·邁道爾確認出演山姆·魯米斯醫生。24日，殭屍表示，曾經拒絕參演殭屍執導的電影《獵殺猛鬼公路》的演員泰勒·曼恩，將詮釋成年的麥克·邁爾斯。

## 發行
《惡靈07 月光光心慌慌》於2007年8月31日在北美的3,472家劇院同步上映，其同步上映的劇院數超越月光光心慌慌系列電影中的任何一部。

### 評價
電影收穫了普遍影評人的差評。爛蕃茄上收集的110篇專業影評文章中，僅有28篇給予該片「新鮮」的正面評價，「新鮮度」為25%，平均得分4.1分（滿分10分）。而基於另一影評匯總網站Metacritic上的18篇評論文章，其中4篇予以好評，6篇差評，8篇褒貶不一，平均分為47（滿分100）。據CinemaScore調查，觀眾的平均評價於A+至F間落於「B-」並指出，62%的觀眾是男性，57%為25歲或以上。

### 票房
首映當天，《惡靈07 月光光心慌慌》票房達到10,896,610美元，從9月1日至2日，電影分別收入8,554,661及6,911,096美元，在為期3天的首映週末總計26,362,367美元。而在勞動節中額外收穫4,229,392美元，使該週最終票房為30,591,759美元，位居冠軍。
在首映週末後的第一個星期五，電影的票房下滑了71.6%，共收入3,093,679美元，第二個週末總計僅9,513,770美元，較上週下降63.9%，但仍位居當週亞軍，僅次《決鬥猶馬鎮》。《惡靈07 月光光心慌慌》直到第三個週末仍保持在前十名；獲得4,867,522美元排名第六。電影於次週即跌到第12名，票房2,189,266美元。《惡靈07 月光光心慌慌》在接下來的週末皆無法回歸至前十名的地位。
由於電影在首週末共收穫3,050萬美元，打破了勞動節週末的票房紀錄，超越2005年《玩命快遞2》所締造的成績（2,010萬美元），截止至今，仍然保持著此地位。《惡靈07 月光光心慌慌》同時也是2007年票房第八高的R級電影，且在年度電影票房中位居第44名。

## 外部連結
- 官方网站
- 互联网电影数据库（IMDb）上《惡靈07 月光光心慌慌》的资料（英文）
- 爛番茄上《惡靈07 月光光心慌慌》的資料（英文）
- Metacritic上《惡靈07 月光光心慌慌》的資料（英文）
- Box Office Mojo上《惡靈07 月光光心慌慌》的資料（英文）
- AllMovie上《惡靈07 月光光心慌慌》的资料（英文）